# 조미진
조미진(2001년 4월 4일 ~ )은 대한민국의 여자 축구 선수이다. 현재 WK리그의 세종 스포츠토토에서 미드필더로 활약하고 있다. 

## 구단 경력
2018 WK리그 드래프트에서 전체 1순위로 세종 스포츠토토 여자 축구단에 입단하였다.

## 국가대표팀 경력
U-17 대표팀에 발탁될 당시 소속팀에서와 다르게 대표팀 적응에 힘들어하며 부상 등으로 울기까지하는 등의 심리적으로 많이 힘들어하던 조미진의 모습을 본 당시 U-17팀 감독이던 허정재는 고민 끝에 그녀에게 주장직을 맡기며 책임감을 심어줌과 동시에 슬럼프에서 탈출할 수 있게끔 하려 했다.
처음에는 주장직을 맡는 것을 망설였지만, 이내 마음을 다잡으며 주장으로서 전국에서 모인 선수들을 하나로 아우르기 위해서 노력했고, 코치진과 선수들의 가교 역할을 맡으면서 이전과 같이 심리적으로 불안해하던 그녀의 과거 모습은 없어지고 U-17 대표팀을 이끄는 책임감 있는 주장의 모습으로 변했다.
2018년 FIFA U-17 여자 월드컵 및 U-19 챔피언십 등 연령별 대회를 거쳤고 2019년에는 A대표팀에 고등학생 신분으로 소집되었고, 2019년에는 유일한 대학생 선수로 대표팀에 소집되었다.

## 수상 경력

### 개인
- 2018 KFA 올해의 영플레이어상[4]